# Onze-Lieve-Vrouwekerk (Kortrijk)

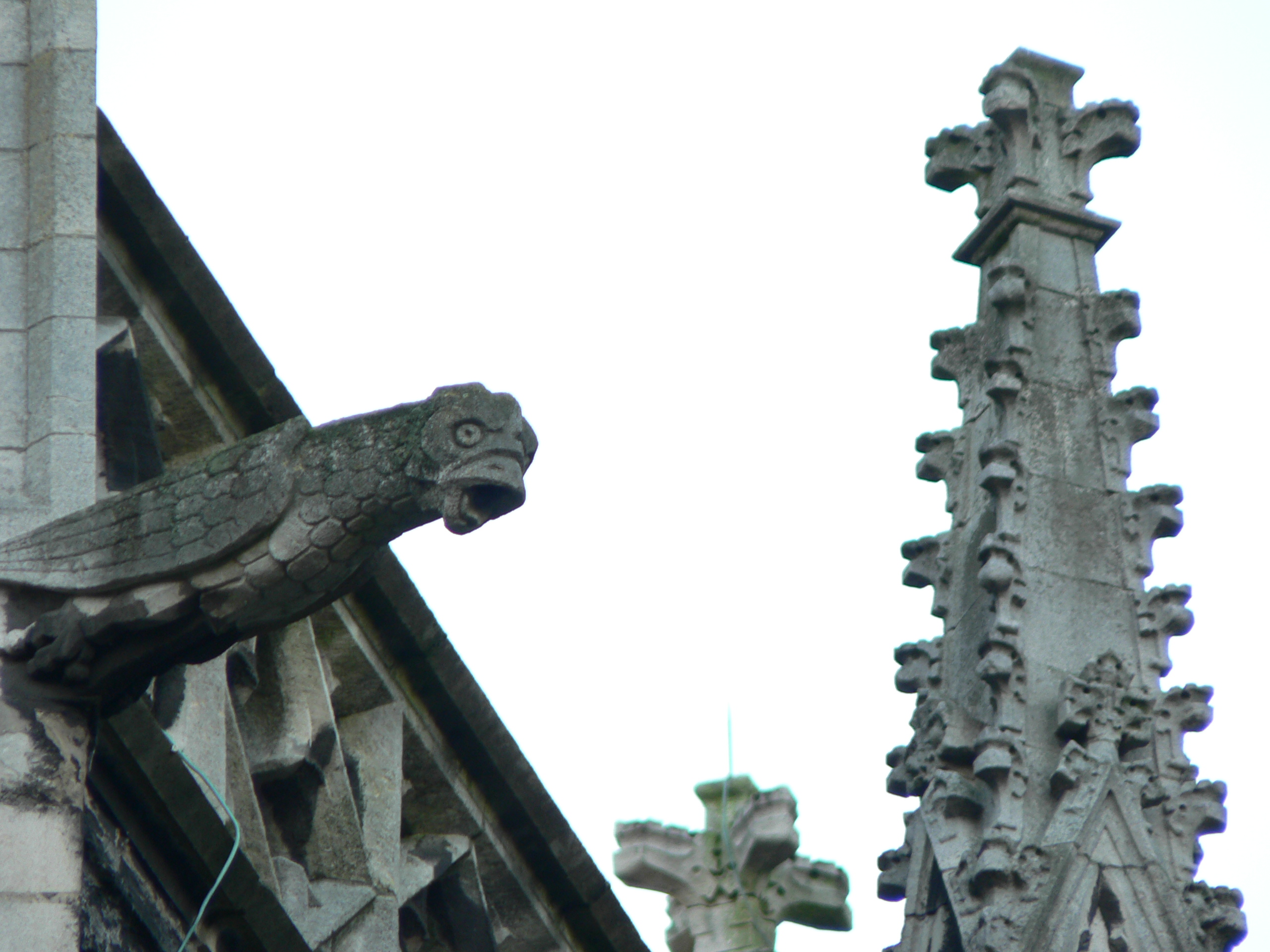
Waterspuwer

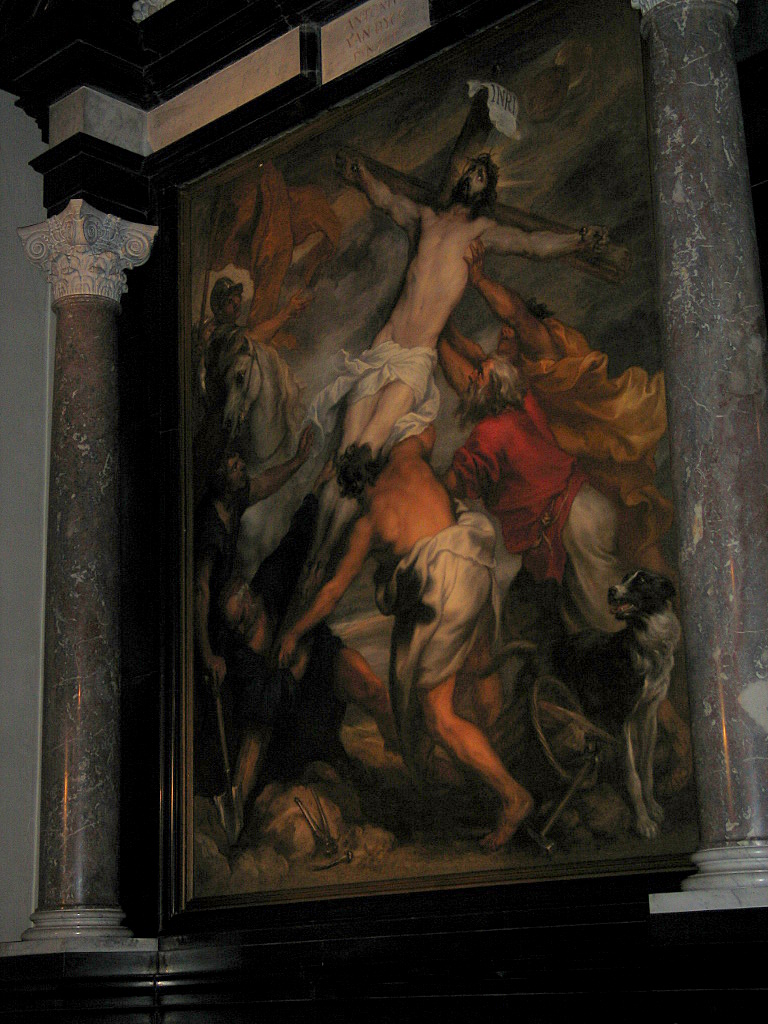
Kruisoprichting door Antoon van Dyck

De Onze-Lieve-Vrouwekerk is een kerk in de historische binnenstad van Kortrijk, België. Het is een kapittelkerk die in 1199-1211 werd opgericht door graaf Boudewijn IX van Vlaanderen binnen de omheining van zijn grafelijke burcht. Het portaal en het koor werden in de 18e eeuw gereconstrueerd. In de kapel achter het koor hangt een Kruisoprichting van Antoon van Dyck. De Gravenkapel werd in 1373 tegen de kerk aangebouwd en bevat muurschilderingen van de graven en gravinnen van Vlaanderen tot en met keizer Frans II. De meeste, zo niet alle, waren deels uitgewist, maar ze zijn in de 19e eeuw in historiserende stijl hersteld. Sinds 2022 heeft de kerk een gemengd gebruik en is het belevingscentrum over de Guldensporenslag er gevestigd, de opvolger van Kortrijk 1302.
Sinds 1937 is de Onze-Lieve-Vrouwekerk een beschermd monument.

## Geschiedenis
De bouw van de Onze-Lieve-Vrouwekerk werd in 1199 opgestart op initiatief van graaf Boudewijn IX, de later keizer van Constantinopel. In december 1203 hield het kapittel de eerste eredienst in het koor van haar nieuwe kerk. Ze speelde een belangrijke rol in de geschiedenis van het graafschap Vlaanderen. Ze lag binnen het grafelijk domein van Kortrijk dat, met uitzondering van het deel dat aan de Leie lag, volledig ommuurd en omwald was. Ze maakte zo deel uit van een burcht met een oppervlakte van ongeveer 1 hectare.
Boudewijn IX, die in 1202 op kruistocht vertrok en in april 1205 spoorloos verdween, zag de kerk nooit afgewerkt. Het was zijn bedoeling om hier de relikwie van het Heilig Hart onder te brengen, die zijn grootoom Filips van de Elzas tijdens de derde kruistocht van het Heilig Land had meegebracht. In 1205 telde het kapittel twaalf kanunniken en een deken.
De Fransen bouwden rond 1300 een dwangburcht boven op de grafelijke burcht. Hij werd voorzien van een verdedigingsgracht. Het driebeukig schip van de kerk en de kruisbeuk bevinden zich nog altijd in de originele toestand. Na de Guldensporenslag in 1302, die vlak in de buurt op het Groeningeveld plaatsvond, hingen de Vlamingen 500 gulden sporen van gedode Franse ridders in het koor op, als dank aan O.L.V. van Groeninge. Na de Slag bij Westrozebeke in 1382 plunderden Bretoense huursoldaten de Onze-Lieve-Vrouwekerk en de grafelijke burcht. De sporen namen ze, samen met andere kostbaarheden van de kerk, mee. In 1952 werden ter gelegenheid van de festiviteiten n.a.v. 650 jaar Guldensporenslag nieuwe exemplaren gemaakt, die nog altijd in de kerk aanwezig zijn.
In 1404 hield de lijkstoet van Filips de Stoute hier halt op zijn weg van Halle naar Dijon. In de loop van de 15e eeuw werd de kerk heropgebouwd. De burcht werd niet hersteld, maar door Jan zonder Vrees overgedragen aan het kapittel om zijn schulden te delgen. Het kasteel werd volledig afgebroken en het terrein verkaveld (de huidige O.L.V.-straat, Konventstraat, Guido Gezellestraat, Kapittelstraat en Pieter de Cockelaerestraat). Alles wat restte van het domein was de kerk en de artillerietoren. Op 27 juli 1578 werd de kerk grondig door de Geuzen geplunderd en vernield. De herstellingen gebeurden op kosten van de stad. Later kreeg ze een barokinterieur.
In 1794 werden drie kostbare schilderijen, waaronder de Kruisoprichting van Antoon van Dyck, door de Fransen in beslag genomen, en in 1797 werd de kerk zelf als nationaal goed te koop gesteld, als onderdeel van een veiling van twaalf Kortrijkse kloosters, kerken en kapellen. Het gebruik van de Onze-Lieve-Vrouwekerk als opslagruimte voor graan en bier redde haar van de sloop. Kanunnik Robette slaagde erin stiekem de kerk aan te kopen. Na het afsluiten van het concordaat tussen Napoleon Bonaparte en Paus Pius VII kon het kerkelijk leven hervatten en werd het gebedshuis de parochiekerk van de nieuw gestichte Onze-Lieve-Vrouweparochie. In 1817 kon men het schilderij van Van Dyck recupereren dankzij koning Willem I.
De Duitsers haalden op 2 maart 1944 de 6100 kg zware Mariaklok uit de toren, waarbij het stenen gewelf van de toren werd opengebroken. In juli 1944 werd de kerk zwaar beschadigd door twee luchtaanvallen waarbij 1500 ton bommen op Kortrijk werden uitgegooid. In oktober 1945 werd de vernielde klok in Duitsland teruggevonden. De brokstukken werden snel opgehaald om een nieuwe te gieten van exact dezelfde omvang en gewicht (Michiels in Doornik). Het is de op vier na grootste van het land, na Mechelen, Doornik, Maredsous en Gent. De definitieve restauratie van het kerkgebouw, onder impuls van pastoor Jan De Cuyper, startte pas in 1961. De onderwerpen van de 47 brandglasramen accentueren het grafelijk karakter van de kerk (graven van Vlaanderen, geharnaste ridders tijdens de Guldensporenslag e.d.).

## Interieur
Kanunnik Roger Braye bestelde bij Antoon van Dyck een schilderij om het altaar ter ere van de Heilige Blasius te versieren. Deze Kruisoprichting werd op 9 mei 1631 van Antwerpen naar Kortrijk overgebracht.
In 1770 bestelde men bij de bekende Vlaamse orgelbouwer Van Peteghem een nieuw exemplaar. Het werd een orgel met drie manualen en pedaal in een gedeelde orgelkast. In 1997 werd enkel het Groot Orgel gereconstrueerd. De reconstructie bleef tot nog toe onvoltooid.
Bij het herschilderen van de kerk tijdens de jaren 2013/2014 zijn heel wat ingrepen uitgevoerd, zoals vernieuwing van de elektriciteit en de beveiliging. Bij die gelegenheid werden ook de kruisribben herschilderd, waardoor de ingrepen n.a.v. de restauratie na WOII duidelijk opvallen (de nieuwe kruisribben in het noordertransept, verwoest tijdens WO II, hebben immers geen beschildering). Ook werd een andere versie van de Vlaamse Leeuw hernomen bij het herschilderen van het plafond in de kooromgang, waar zich de replica's van de gulden sporen bevinden.

## Gravenkapel
Tegen de Onze-Lieve-Vrouwekerk is de sierlijke Gravenkapel aangebouwd. Ze is gewijd aan de heilige Catharina en werd gebouwd in opdracht van graaf Lodewijk van Male, die er zijn mausoleum wilde onderbrengen. Uiteindelijk belandde zijn stoffelijk overschot in Rijsel. De kapel is geïnspireerd op de Sainte-Chapelle van Parijs. Binnenin bevinden zich geschilderde portretten van de graven van Vlaanderen en een opmerkelijk Catharinabeeld van André Beauneveu. De Vlaamse gemeenschap heeft dit beeld uit carraramarmer in 2012 erkend als cultuurhistorisch topstuk.
De kapel werd grondig gerestaureerd naar aanleiding van het herontdekken van de afbeeldingen van de graven van Vlaanderen in 1858. Deze portretten waren beschadigd tijdens de Franse bezetting van 1678 en vervolgens gewit. Bij het herontdekken van deze portretten halverwege de 19de eeuw bleek een groot deel ervan verloren te zijn. De restauratie van deze portrettenreeks door Julien Van der Plaetsen roept nog steeds heel wat vragen op.

## Belevingscentrum Kortrijk 1302
Naast de religieuze functie biedt de kerk sinds 2022 ook een educatief programma over de Guldensporenslag. Behalve de uitleg over de veldslag zelf, wordt ook gefocust op het ontstaan van het graafschap Vlaanderen en van de Vlaamse symboliek. Op een drietal plaatsen zijn belevingstafels opgesteld met maquettes en virtual reality-brillen. Ook is er een multimediale projectie van een twintigtal minuten op de wanden en het plafond van de Gravenkapel.

## Guido Gezelle
Guido Gezelle was onderpastoor van de parochie tussen 1872 en 1889.
In 1903 werd een borstbeeld van hem voor de kerk geplaatst. 

## Deken Aegidius
Bij restauratiewerken in het begin van de twintigste eeuw vond men de grafsteen uit 1220 terug van deken Aegidius, de eerste deken van het kapittel. De grafsteen vormt het fundament voor de linkerpijler van het oude koorgedeelte en zijn kist kan dus niet worden bovengehaald.